# بلانکنبورگ (اونستروت-هاینیش)
بلانکنبورگ (به آلمانی: Blankenburg) یک شهر در آلمان است که در اونستروت-هاینیش واقع شده‌است. بلانکنبورگ ۱۶۳ نفر جمعیت دارد.